# AUTOECO
AUTOECO es un salón del automóvil dedicado a la Tecno-Ecología para el mundo del automóvil, que tiene lugar en Oval Lingotto, Turín, durante el mes de septiembre. Su lema es "Revisión del automóvil ecológico".
En la muestra se produce la reunión de las marcas más importantes de coches ecológicos, los centros de planificación y realización de sistemas de propulsión alternativa, los productores de combustibles alternativos y los centros de instalación de kits de inyección bi-fuel, en orden a introducir las últimas innovaciones y a abordar uno de los temas más importantes de la actualidad.

## Categorías
- Biocombustibles:
  - Biodiésel
  - Bioetanol
  - Tecnologías y sistemas completos de producción de biocombustible.
- Convenciones
- Vehículo eléctrico
- Vehículo híbrido
- Vehículo de hidrógeno
- Laboratorios de investigación y desarrollo
- Tecnologías multicombustible
- Estudios de ingeniería y planeamiento
- Aceite vegetal